# Centrul de Calcul al Ministerului Turismului
Centrul de Calcul al Ministerului Turismului (prescurtat: CCMT), „întreprindere socialistă”, este o instituție fondată în 1970 cu scopul de a asigura servicii de prelucrarea datelor pentru întreprinderile Ministerului Turismului din România.
1. Istoric - Fondare Director al CCMT a fost numit ing. Lucian Barna; CCMT și-a început activitatea într-una din sălile de sedință ale sediului Ministerului Turismului Bd. Magheru Nr. 7 București. Mandatul CCMT era să asigure prelucrarea electronică a datelor în domeniul turismului și astfel să îmbunătățească activitatea turistică. O sarcină specifică era dezvoltarea unui sistem electronic de rezervare a locurilor în hoteluri Barna avea în fața sa trei sarcini urgente:

- angajarea unui număr de salariați specializați atât în prelucrarea datelor precum și în domeniul turismului
- construirea și amenajarea unui sediu propriu specializat
- achiziționarea echipamentului de calcul

După câteva luni CCMT s-a mutat în primul său sediu (temporar), în strada Luterană 14, la etajul 4.
1. Angajarea Primilor Salariați -

Pentru angajarea salariaților s-a recurs la anunțuri în ziare și examinare de aptitudine, această abordare s-a dovedit încununată de succes și în perioada 1971 - 1972 numărul de salariați a crescut la circa 40. Spațiul s-a dovedit insuficient astfel că unii angajați trebuiau să împartă birourile sau să lucreze în schimburi. Noii angajați (majoritatea cu studii tehnice sau științifice ca: ingineri, fizicieni, matematicieni) erau programați în grupuri să participe la cursuri de specilizare în prelucrarea datelor la CEPECA, la Otopeni. 
În scurt timp CCMT a ajuns să dispună de un nucleu de specialiști în informatică capabili să analizeze sisteme economice și să proiecteze și să dezvolte sisteme de prelucrare de date în sprijinirea activității de turism.
Unul din primele sisteme puse în producție a fost "Personal". Mandatul CCMT era automatizarea sistemului de rezervare de locuri în hoteluri cu obiectivul de a utiliza și distribui cât mai eficient capacitatea de cazare de pe litoral. Ulterior, pe o scară mai redusă, sistemul s-a implementat în sezonul de iarnă și pentru hotelurile de pe Valea Prahovei (Sinaia).
În această perioadă a început activitatea de cercetare a pieții și achiziționarea unui sistem de calcul cu firmele principale: IBM, Siemens, Univac, CIL. 
Barna, inginer constructor la bază, acționa în paralel proiectul noului sediu pentru care s-a rezervat o parcelă de teren în Bdul Poligrafiei Nr. 3, în cadrul complexului de hoteluri Turist. 
CCMT s-a mutat în noul sediu în toamna anului 1975 și calculatorul Univac 90/70 s-a livrat la noul sediu după câteva luni. Între timp, directorul tehnic și adjunctul lui Barna, pe nume Dan Viorel, a rămas în străinătate în cursul unei delegații în interes de serviciu. În general CCMT a suferit din plin de plecări în străinătate (legale și ilegale) a salariaților săi.
Cutremurul devastator din 4 martie 1977 a lovit foarte puternic CCMT-ul prin moartea directorului Barna (împreună cu familia sa: soție, fiu și mama venită în vizită din Constanța).
Activitatea de rezervare începută ca un amestec de proceduri manuale și automate (cu salariați CCMT trimiși în deplasare pe litoral pe perioada verii) a continuat să se dezvolte și să contribuie la îmbunătățirea folosirii capacității de cazare. Echipe de operatori introduceau date de cazare în terminale plasate pe litoral; aceste date se transmiteau la sediul CCMT în București și după prelucrare, generau rapoarte cu capacitățile de cazare disponibile pe perioadele viitoare. Aceste rapoarte erau transmise la centrele de prelucrare de pe litoral unde se tipăreau la imprimante locale.
Dintre "pionierii" CCMT pot fi amintiți (în paranteză, locul unde locuiesc în prezent): Dan Leonte (Anglia), Emil Motolici (Franța), Valeriu Popescu (SUA-California), Dan Steru (decedat în SUA), Camelia Ionescu, Mariana Popescu, Sânziana (Gâza) Luchian, Miki Uhlyarik (Canada-Toronto), Theodor Vascauteanu (USA-New Jersey), Dumitru (Bebe) Rusu, Bebe Somnea (Germania), Traian Iordănescu, Mircea Popescu (SUA-Florida), Sandu Stuparu, Cornel Rusen, Traian Nadolu (USA-Nevada), Gheorghe (Gigi) Pușcașu, Alexandru (Ică) Ciolca. După mutarea în noul sediu, în echipa CCMT au fost cooptați Constantin (Toni) Prunaru, Marian Martin, Veniamin (Vivi) Luchian (USA-New York), Ioan Lixandroiu (USA-New York), Adolf (Ady) Fischer (Israel), Adela Manolescu (decedată București), Ioan Peana (SUA Florida), Dan Șerbănescu (Australia)  și mulți alții care au făcut istoria acestui centru etalon al IT-ului românesc.
După evenimentele din Decembrie 1989, CCMT a fost slăbit de noile condiții economice și politice. Centrul de Calcul nu s-a putut adapta la schimbarea situației și a început declinul de neoprit.
După un timp, în care sursele de venit erau chirii de la Federația Română de Fotbal și firma Pfizer printre altele, activitatea de informatică a devenit greu de susținut.